# ألكسندر زورغه
ألكسندر زورغه (بالألمانية: Alexander Sorge) هو لاعب كرة قدم ألماني في مركز الدفاع، ولد في 21 أبريل 1993 في لايبزيغ في ألمانيا. لعب مع آر بي لايبزيغ.

## وصلات خارجية
- ألكسندر زورغه على موقع قاعدة بيانات كرة القدم.إي يو (الإنجليزية)
- ألكسندر زورغه على موقع Soccerway.com (الإنجليزية)
- ألكسندر زورغه على موقع عالم كرة القدم.نت (الإنجليزية)